# Goya/Bester Schnitt

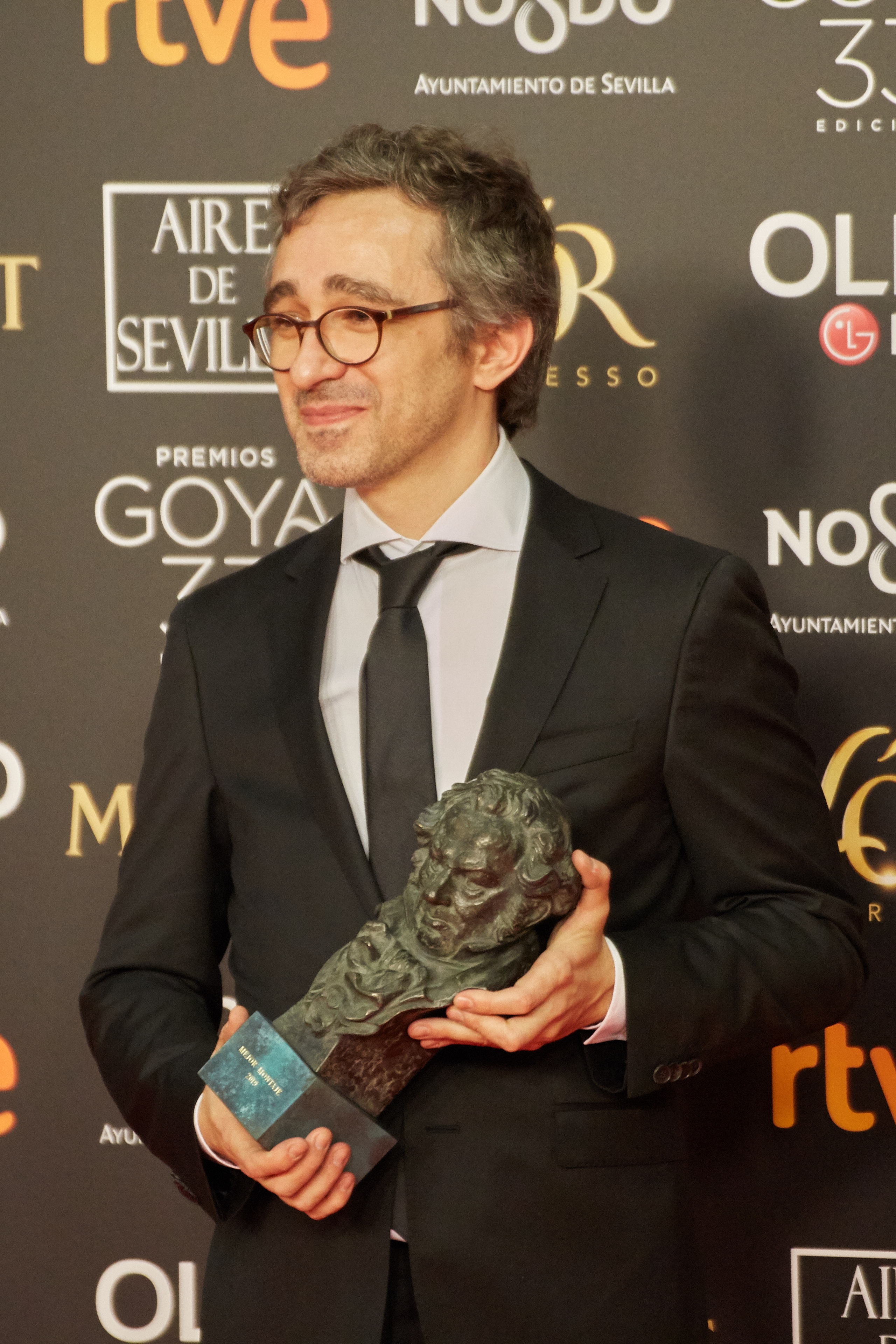
Der Preisträger von 2019 und 2023: Alberto del Campo

Gewinner und Nominierte für den spanischen Filmpreis Goya in der Kategorie Bester Schnitt (Mejor montaje) seit der ersten Verleihung im Jahr 1987. Ausgezeichnet werden die besten Filmeditoren einheimischer Filmproduktionen (auch spanische Koproduktionen) des jeweils vergangenen Jahres.
| Statistik                          | Name                   | Anzahl | Jahr                                                                           |
| ---------------------------------- | ---------------------- | ------ | ------------------------------------------------------------------------------ |
| Häufigste Auszeichnungen           | Pablo Blanco           | 3      | 1998, 2012, 2014                                                               |
| Häufigste Auszeichnungen           | Pablo González del Amo | 3      | 1988, 1991, 1994                                                               |
| Häufigste Auszeichnungen           | José Salcedo           | 3      | 1989, 1996, 2000                                                               |
| Häufigste Auszeichnungen           | Bernat Vilaplana       | 3      | 2007, 2013, 2017                                                               |
| Häufigste Nominierungen (* = Sieg) | José Salcedo           | 14     | 1989* (3×), 1991, 1992, 1993, 1995, 1996*, 2000*, 2001, 2002, 2007, 2009, 2012 |
| Häufigste Nominierungen (* = Sieg) | Nacho Ruiz Capillas    | 10     | 2002*, 2003, 2008, 2009, 2010 (2×), 2014, 2016, 2022, 2025                     |
| Häufigste Nominierungen (* = Sieg) | Teresa Font            | 8      | 1989, 1992, 1994, 1995*, 1996, 2002, 2004, 2020*                               |
| Häufigste Nominierungen ohne Sieg  | Fernando Franco        | 7      | 2013, 2017, 2019, 2021, 2023, 2024, 2025                                       |

Die unten aufgeführten Filme werden mit ihrem deutschen Verleihtitel (sofern vorhanden) angegeben, danach folgt in Klammern in kursiver Schrift der spanische Originaltitel.

## 1980er Jahre
1987
Eduardo Biurrun – Banter – Eine geheimnisvolle Affäre (Banter)
- Pablo González del Amo – El viaje a ninguna parte
- José Luis Matesanz – Werthers unglückliche Liebe (Werther)

1988
Pablo González del Amo – Divinas palabras
- José Luis Matesanz – Mi general
- Julio Peña Muñoz – La estanquera de Vallecas

1989
José Salcedo – Frauen am Rande des Nervenzusammenbruchs (Mujeres al borde de un ataque de nervios)
- Teresa Font – Berlin Blues
- Pedro del Rey – El Dorado – Gier nach Gold (El Dorado)
- José Salcedo – Remando al viento
- José Salcedo – Baton Rouge - Tödliche Therapie (Baton Rouge)

## 1990er Jahre
1990
Carmen Frías – Twisted Obsession (El sueño del mono loco)
- Pablo González del Amo – El mar y el tiempo
- Pablo González del Amo – Esquilache
- Pedro del Rey – La noche oscura
- José Antonio Rojo – Montoyas y Tarantos
- Raúl Román – El niño de la luna

1991
Pablo González del Amo – Ay Carmela! – Lied der Freiheit (¡Ay, Carmela!)
- Rosario Sáinz de Rozas – Briefe von Alou (Las cartas de Alou)
- José Salcedo – Fessle mich! (¡Átame!)

1992
José Luis Matesanz – Beltenebros
- Teresa Font – Amantes
- José Salcedo – High Heels (Tacones lejanos)

1993
Carmen Frías – Belle Epoque (Belle epoque)
- Pablo Blanco – Aktion Mutante (Acción mutante)
- José Salcedo – The Fencing Master (El maestro de esgrima)

1994
Pablo González del Amo – Tirano Banderas
- Pablo Blanco – Die tote Mutter (La madre muerta)
- Teresa Font – Intruso

1995
Teresa Font – Deine Zeit läuft ab, Killer (Días contados)
- José Salcedo – El detective y la muerte
- Miguel González Sinde – Canción de cuna

1996
José Salcedo – Nadie hablará de nosotras cuando hayamos muerto
- Teresa Font – El día de la bestia
- Guillermo Represa – Boca A Boca (Boca a boca)

1997
María Elena Sáinz de Rozas – Tesis – Der Snuff-Film (Tesis)
- Pablo Blanco und Fidel Collados – Asaltar los cielos
- Pablo González del Amo – El perro del hortelano

1998
Pablo Blanco – Airbag – Jetzt knallt’s richtig! (Airbag)
- José María Biurrun – El color de las nubes
- Rosario Sáinz de Rozas – Geheimnisse des Herzens (Secretos del corazón)

1999
Iván Aledo – Die Liebenden des Polarkreises (Los amantes del Círculo Polar)
- Carmen Frías – Das Mädchen deiner Träume (La niña de tus ojos)
- María Elena Sáinz de Rozas – Virtual Nightmare – Open Your Eyes (Abre los ojos)
- Miguel González Sinde – El abuelo

## 2000er Jahre
2000
José Salcedo – Alles über meine Mutter (Todo sobre mi madre)
- Julia Juaniz – Goya (Goya en Burdeos)
- Fernando Pardo – Solas
- Ignacio Cayetano Rodriguez – La lengua de las mariposas

2001
Miguel González Sinde – You’re the One (una historia de entonces)
- Carmen Frías – Calle 54
- Alejandro Lázaro – Allein unter Nachbarn – La comunidad (La comunidad)
- José Salcedo – Leo

2002
Nacho Ruiz Capillas – The Others
- Iván Aledo – Lucia und der Sex (Lucía y el sexo)
- Teresa Font – Juana la Loca
- José Salcedo – Sin noticias de Dios

2003
Ángel Hernández Zoido – La caja 507
- Ernest Blasi – In the Mind of a Killer (Aro Tolbukhin: En la mente del asesino)
- Alejandro Lázaro – 800 Bullets (800 balas)
- Nacho Ruiz Capillas – Montags in der Sonne (Los lunes al sol)

2004
Iván Aledo – Clever & Smart (La gran aventura de Mortadelo y Filemón)
- Teresa Font – Carmen
- Rosario Sáinz de Rozas – Días de fútbol
- Ángel Hernández Zoido – Öffne meine Augen (Te doy mis ojos)

2005
Guillermo Maldonado – El Lobo – Der Wolf (El Lobo)
- Iván Aledo – Incautos
- José María Biurrun – Horas de luz
- Antonio Pérez Reina – Frío sol de invierno

2006
Fernando Pardo – Havanna Blues (Habana Blues)
- Iván Aledo – Die Methode – El Método (El método)
- Julia Juaniz – Iberia
- Miguel González Sinde – Ninette

2007
Bernat Villaplana – Pans Labyrinth (El laberinto del fauno)
- Ivá Aledo – Die Borgias (Los Borgia)
- Santy Borricón und Aixalà – Salvador – Kampf um die Freiheit (Salvador (Puig Antich))
- José Salcedo – Alatriste

2008
David Gallart – REC
- Fernando Pardo – Las 13 rosas
- Elena Ruiz – Das Waisenhaus (El orfanato)
- Nacho Ruiz Capillas – Siete mesas de billar francés

2009
Alejandro Lázaro – Oxford Murders (The Oxford Murders)
- Iván Aledo – Misión: Salvar la Tierra
- Nacho Ruiz Capillas – Los girasoles ciegos
- José Salcedo – Las Bandidas – Kann Rache schön sein! (Solo quiero caminar)

## 2010er Jahre
2010
Cristina Pastor – Zelle 211 – Der Knastaufstand (Celda 211)
- Carmen Frías – El baile de la Victoria
- Nacho Ruiz Capillas – Agora – Die Säulen des Himmels (Agora)
- Nacho Ruiz Capillas und David Pinillos – Gordos – Die Gewichtigen (Gordos)

2011
Rodrigo Cortés – Buried – Lebend begraben (Buried)
- Alejandro Lázaro – Mad Circus – Eine Ballade von Liebe und Tod (Balada triste de trompeta)
- Stephen Mirrione – Biutiful
- Ángel Hernández Zoido – Und dann der Regen (También la lluvia)

2012
Pablo Blanco – No habrá paz para los malvados
- David Gallart – Blackthorn
- Elena Ruiz – Eva
- José Salcedo – Die Haut, in der ich wohne (La piel que habito)

2013
Elena Ruiz und Bernat Vilaplana – The Impossible (Lo imposible)
- Fernando Franco – Blancanieves
- Antonio Frutos und David Pinillos – Invader (Invasor)
- José M. G. Moyano – Kings of the City (Grupo 7)
- Marta Velasco – Das Mädchen und der Künstler (El artista y la modelo)

2014
Pablo Blanco – Die Hexen von Zugarramurdi (Las brujas de Zugarramurdi)
- David Pinillos – La herida
- Nacho Ruiz Capillas – La gran familia española
- Alberto de Toro – Drei Hochzeiten zu viel (3 bodas de más)

2015
José M. G. Moyano – La isla mínima – Mörderland (La isla mínima)
- Pablo Barbieri und Damián Szifrón – Wild Tales – Jeder dreht mal durch! (Relatos salvajes)
- Darío García und José M. G. Moyano – Paco de Lucia – Auf Tour – Cinespanol 5 (Paco de Lucía: la búsqueda)
- Mapa Pastor – El Niño – Jagd vor Gibraltar (El Niño)

2016
Jorge Coira – Anrufer unbekannt (El desconocido)
- Pablo Barbieri – Freunde fürs Leben (Truman)
- David Gallart – Requisitos para ser una persona normal
- Nacho Ruiz Capillas – A Perfect Day (Un día perfecto)

2017
Bernat Vilaplana und Jaume Martí – Sieben Minuten nach Mitternacht (A Monster Calls)
- Alberto del Campo und Fernando Franco – Die Morde von Madrid (Que Dios nos perdone)
- José M. G. Moyano – Paesa – Der Mann mit den tausend Gesichtern (El hombre de las mil caras)
- Ángel Hernández Zoido – Späte Wut (Tarde para la ira)

2018
Laurent Dufreche und Raúl López – Handia
- Bernat Aragonés – Der Buchladen der Florence Green (The Bookshop)
- David Gallart – Abracadabra
- Ana Pfaff und Didac Palou – Fridas Sommer (Estiu 1993)

2019
Alberto del Campo – Macht des Geldes (El reino)
- Javier Fesser – Wir sind Champions (Campeones)
- Fernando Franco – Viaje al cuarto de una madre
- Hayedeh Safiyari – Offenes Geheimnis (Todos lo saben)

## 2020er Jahre
2020
Teresa Font – Leid und Herrlichkeit (Dolor y gloria)
- Alberto del Campo – Madre
- Laurent Dufreche und Raúl López – Der endlose Graben (La trinchera infinita)
- Carolina Martínez Urbina – Mientras dure la guerra

2021
Sergio Jiménez – The Year of the Discovery (El año del descubrimiento)
- Jaime Colis – Adú
- Miguel Doblado und Fernando Franco – Black Beach
- Sofi Escudé – Las niñas

2022
Vanessa Marimbert – Der perfekte Chef (El buen patrón)
- Miguel Doblado – Josefina
- Antonio Frutos – Bajocero
- Nacho Ruiz Capillas – Maixabel – Eine Geschichte von Liebe, Zorn und Hoffnung (Maixabel)

2023
Alberto del Campo – As bestas
- Sergi Díes und Fernando Franco – Frieden, Liebe und Death Metal (Un año, una noche)
- Andrés Gil – Cinco lobitos
- José M. G. Moyano – Modelo 77
- Ana Pfaff – Alcarràs – Die letzte Ernte (Alcarràs)

2024
Andrés Gil und Jaume Martí – Die Schneegesellschaft (La sociedad de la nieve)
- Raúl Barreras – 20.000 Arten von Bienen (20.000 especies de abejas)
- Fernando Franco – Robot Dreams
- Ascen Marchena – Cerrar los ojos
- Fátima de los Santos – Mamacruz

2025
Javi Frutos – Segundo premio
- Fernando Franco – Los pequeños amores
- Victoria Lammers – La infiltrada
- Javier Macipe und Nacho Blasco – La estrella azul
- Nacho Ruiz Capillas – El 47